# Omer Huet
Omer Huet (Marche-en-Famenne, 8 de noviembre de 1852-Santiago de Chile, 24 de septiembre de 1914) fue un ingeniero belga-chileno, director de Obras Públicas y director general de la Empresa de los Ferrocarriles del Estado (EFE) durante varios periodos a inicios del siglo XX.

## Biografía
Nació en Marche-en-Famenne (Bélgica) el 8 de noviembre de 1852. Realizó sus estudios en la Escuela Especial de la Universidad de Gante entre 1871 y 1876, obteniendo en ese último año el título de «Ingeniero Honorario de Puentes y Calzadas». En 1879 inició su carrera en los Ferrocarriles del Estado Belga, desempeñando los cargos de ingeniero ayudante en servicio general en el grupo de Brujas (1879-1882), ingeniero jefe de sección en Trilemont y Spa (1882-1886), ingeniero ayudante del jefe de servicio de la vía y trabajos en Lieja (1886-1892), ingeniero ayudante de la Comisión de Recepción de Material de la Vía en Bruselas (1892-1897) e ingeniero principal de la Comisión de Recepción del Material de la Vía en Bruselas (1897); sumado a ello, en 1895 fue enviado en misión al Congo belga para elaborar un informe sobre la situación de los ferrocarriles de dicha colonia en África. Producto de su gestión fue condecorado por el gobierno belga con la Cruz de Caballero y la de Oficial de la Orden de Leopoldo.
En 1897 llegó a Chile como consultor técnico del Ministerio de Industria y Obras Públicas, desempeñando dicho cargo hasta 1907; en el intertanto, fue director general de Obras Públicas (interino, 1900-1901 y 1902-1904) y director general de los Ferrocarriles del Estado (interino, 1901-1902). Bajo su gestión se coordinaron y simplificaron las tarifas de los ferrocarriles, se realizó un examen general de la red ferroviaria chilena, se estableció la estructura general del sistema de ferrocarriles, y participó en las comisiones de estudio sobre servicios relacionados al ramo, como por ejemplo la construcción de alcantarillados, la habilitación del puerto de Valparaíso y la construcción del Longitudinal Norte y el Ferrocarril a El Volcán y el Túnel El Tinoco, entre otros.
En 1907 asumió de forma titular el cargo de director general de la Empresa de los Ferrocarriles del Estado, encabezando un profundo proceso de reorganización que incluyó la dotación del equipo necesario para el funcionamiento necesario de los distintos servicios, la reglamentación en la distribución del equipo y la mejora en las condiciones económicas del personal. Tras su salida del cargo a mediados en 1909, fue nuevamente a ocupar dicho cargo en abril de 1911, manteniéndose hasta 1912, año en que fue reemplazado por Alejandro Guzmán Schremser.
Falleció en el Hospital San Vicente de Paul de Santiago el 24 de septiembre de 1914. Mediante la Ley 4394 del 23 de agosto de 1928, Ester Flores, viuda de Omer Huet, recibió una pensión de gracia. En su honor, una estación ferroviaria construida en Hualqui hacia 1943 fue bautizada como «Omer Huet», al igual que los talleres ferroviarios ubicados en las cercanías y construidos hacia 2005. Del mismo modo, la calle contigua al edificio de la Caja de Retiros y Previsión Social de los Ferrocarriles del Estado (ubicado en la Avenida Libertador Bernardo O'Higgins de Santiago) fue bautizada como «Omer Huet».